# 威灵顿公爵骑马雕像 (格拉斯哥)

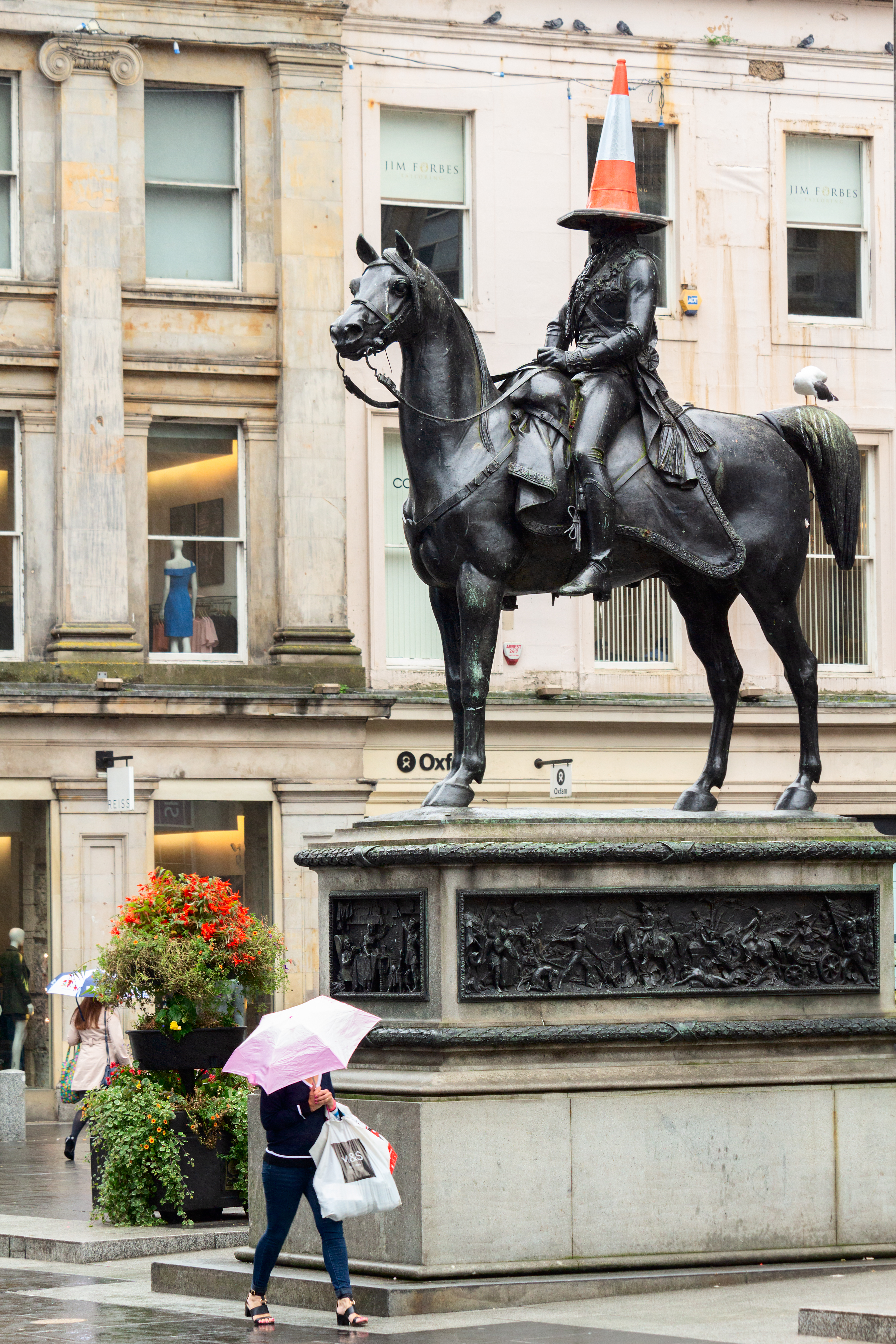
惠灵顿公爵骑马雕像因头戴交通锥而闻名。

55°51′36″N 4°15′07″W / 55.86009°N 4.25199°W
威灵顿公爵骑马雕像（英語：Equestrian Statue of the Duke of Wellington）描述的是第一代威灵顿公爵阿瑟·韦尔斯利的骑马雕像，该雕像位于英国苏格兰格拉斯哥皇家交易广场的皇家交易所（现格拉斯哥现代艺术美术馆）前。惠灵顿公爵骑马雕像是格拉斯哥最具标志性的地标之一。
威灵顿公爵骑马雕像由意大利艺术家卡洛·马罗切蒂雕刻完成，并于1844年树立起来；该雕塑作品得以完成主要依赖于公众的捐款，以纪念漫长的法国大革命战争和拿破仑战争于1815年结束。至少从1980年代开始，雕像头部会被公众用交通锥覆盖。
威灵顿公爵骑马雕像属于苏格兰A类登记雕塑品。

## 雕像简介
这座由第一代威灵顿公爵阿瑟·韦尔斯利骑着他最爱的马——哥本哈根（Copenhagen）——的骑像雕塑由意大利艺术家卡罗·马罗切蒂所作，于1844年树立在苏格兰的格拉斯哥。目前该雕塑是苏格兰A类登录建筑。

## 交通锥趣闻
这座威灵顿公爵骑马雕像最近由于其头戴交通锥而闻名国际。 给雕塑戴上交通锥的习惯已经持续了很多年，据信最早始于1980年代。
2005年，格拉斯哥市议会和斯特拉思克莱德警方都要求公众不要更换雕塑的交通锥，理由是这种做法可能导致雕塑轻微受损并同时会让更换者本人受伤。
2011年，《孤独星球》指南将这座雕塑列为“地球上最奇异的十大纪念建筑”之一。
2013年，格拉斯哥市议会提出一向耗资6.5万英镑的修复提案，计划将雕塑的底座高度提高一倍以使得最终高度超过6英尺（1.8），这将“阻止最坚决破坏者之外的所有人”。 在这份提案里包括一个估算，即每次从雕塑上移走交通锥的成本为100英镑，而每年因此的开销可能会达到10,000英镑。 这个提案在公布后因为遭到公众的大规模反对而被撤回，这其中就包括来自互联网的一份多达万人簽名连署的请愿书。 由于市议会表示他们未来还是可以就这个行为采取行动， 艺术政治组织国家集体组织了一场机会以捍卫雕塑上的交通锥。
2014年，为了支持苏格兰独立公投，雕塑戴上了苏格兰代表色蓝色的交通锥并在椎体上印上了“支持”的字样；同时雕塑马镫上也捆上了一面旗帜，旗帜上也是“支持”字样。
在2012年伦敦奥运会期间，雕像头上的交通锥被换成了金色，这是为了庆祝苏格兰运动员对联合王国国家队在奖牌榜的贡献。 而在2014年英联邦运动会开幕典礼，头戴交通锥的威灵顿公爵骑马雕像复制品在现场出现。 同时，金色交通锥再次被戴在了雕塑头上。
2015年，格拉斯哥市议会测试了一款价值120万英镑的高科技闭路电视软件。该软件旨在自动抓拍那些试图将交通锥戴在雕塑头上人的照片，事实证明是可行的。
在2020年1月31日英国脱欧日，亲欧洲的人群给雕像戴上了代表欧盟旗帜的交通锥。
2022年3月，为了支持乌克兰并抗议俄罗斯入侵，人们给雕塑戴上了乌克兰国旗色的交通锥。

## 延伸阅读
- Philip Ward-Jackson. . The Burlington Magazine（英语：The Burlington Magazine） (Burlington Magazine Publications Ltd.). 1990-12, 132 (1053): 851–862. JSTOR 884512.